# Улкен Шыган
Улкен Шыган (каз. Үлкен Шаған) — село в Панфиловском районе Жетысуской области Казахстана. Административный центр Улькеншыганского сельского округа. Код КАТО — 195655100.

## Население
В 1999 году население села составляло 4319 человек (2183 мужчины и 2136 женщин). По данным переписи 2009 года, в селе проживали 4682 человека (2374 мужчины и 2308 женщин).